# هيو ألين
هيو ألين هو سياسي كندي، ولد في 30 أبريل 1889 في كندا، وتوفي في 2 مارس 1972. حزبياً، نشط في إتحاد مزارعي ألبرتا ‏. وقد انتخب عضو الجمعية التشريعية ألبرتا.